# Škoda Fabia
 (novembre 2021).
Si vous disposez d'ouvrages ou d'articles de référence ou si vous connaissez des sites web de qualité traitant du thème abordé ici, merci de compléter l'article en donnant les références utiles à sa vérifiabilité et en les liant à la section « Notes et références ».
La Škoda Fabia est un modèle de citadine polyvalente conçu et fabriqué par le constructeur automobile tchèque Škoda Auto, dont la première génération débute en 1999 pour s'achever courant 2007. Elle est alors remplacée par une deuxième génération, elle-même remplacée par une troisième génération en 2014 puis une quatrième génération en 2021.

## Škoda Fabia I (1999 - 2007)
La première Škoda Fabia est présentée le 16 septembre 1999 au Salon de Francfort puis elle est lancée le 4 décembre 1999 en République tchèque, en janvier 2000 en Belgique et le 9 mai 2000 en France.
Elle étrenne la base technique A04, également utilisée par la Volkswagen Polo IV, la Seat Ibiza III et la Seat Cordoba II.
À sa sortie, elle est d'abord disponible en berline 5 portes puis à partir de novembre 2000 en Combi (break). Il faut attendre début 2001 pour que cette déclinaison soit commercialisée en France.
La Fabia Sedan (4 portes) est présentée au Salon de l'automobile de Genève 2001. Ce modèle reprend les feux arrière du break et les portières de la 5 portes. Il est commercialisé en France en septembre 2001.
L'offre diesel comprend en entrée de gamme le moteur 1.9 SDI développant 64 ch. Il est remplacé en 2003 par le 1.4 TDI 3 cylindres de 75 ch.
La gamme comprend également le 1.9 TDI 101 ch (puis 105 ch), puis à partir de 2003 le 1.9 TDI 130 ch, disponible uniquement en finition RS. Il dispose d'une boîte 6 vitesses.
En essence la gamme comprend le 1.4 8 soupapes qui développe 68 ch, d'origine Skoda, qui sera remplacé ensuite par le 1.2 de 55 et 65 ch, d'origine Volkswagen. Au-dessus, le moteur 1.4 16v (origine Volkswagen) est décliné en 75 et 100 ch. Il existe également un 2.0 8v de 116 ch.
La production de la version 5 portes s'arrête début 2007. La 4 portes et le break sont fabriqués jusqu'à la fin de cette même année. La berline 5 portes a représenté la majorité de la production, le Combi ayant contribué à hauteur de 37 % du total et la Sedan à seulement 7 %[réf. nécessaire].

### Finitions
- S
- Pack Clim
- Clim
- Classic
- Ambiente
- Confort
- Tour de France
- Disney on ice
- Elegance
- Praha
- RS

### Motorisations
|                            | 1.9 SDI                | 1.4 TDI                | 1.4 TDI                | 1.9 TDI                | 1.9 TDI                | 1.2 HTP                | 1.2 HTP                | 1.4                    | 1.4                    | 1.4 16S                | 1.4 16S                | 1.4 16S                |
| -------------------------- | ---------------------- | ---------------------- | ---------------------- | ---------------------- | ---------------------- | ---------------------- | ---------------------- | ---------------------- | ---------------------- | ---------------------- | ---------------------- | ---------------------- |
| Moteur                     | 4 cylindres            | 4 cylindres            | 4 cylindres            | 4 cylindres            | 4 cylindres            | 3 cylindres            | 3 cylindres            | 4 cylindres            | 4 cylindres            | 4 cylindres            | 4 cylindres            | 4 cylindres            |
| Cylindrée                  | 1 896                  | 1 422                  | 1 422                  | 1 896                  | 1 896                  | 1 198                  | 1 198                  | 1 397                  | 1 397                  | 1 397                  | 1 397                  | 1 397                  |
| Puissance maximale         | 64 ch à 4 000 tr/min   | 75 ch à 4 000 tr/min   | 80 ch à 4 000 tr/min   | 100 ch à 4 000 tr/min  | 130 ch à 4 000 tr/min  | 55 ch à 4 750 tr/min   | 65 ch à 5 400 tr/min   | 60 ch à 4 500 tr/min   | 68 ch à 5 000 tr/min   | 75 ch à 5 000 tr/min   | 85 ch à 5 000 tr/min   | 100 ch à 6 000 tr/min  |
| Couple maximal             | 125 N m à 1 600 tr/min | 195 N m à 2 200 tr/min | 195 N m à 2 200 tr/min | 240 N m à 1 800 tr/min | 310 N m à 1 900 tr/min | 106 N m à 3 000 tr/min | 112 N m à 3 000 tr/min | 118 N m à 2 600 tr/min | 120 N m à 2 500 tr/min | 126 N m à 3 800 tr/min | 132 N m à 3 800 tr/min | 126 N m à 4 400 tr/min |
| Boîte de vitesses          | BVM5                   | BVM5                   | BVM5                   | BVM5                   | BVM6                   | BVM5                   | BVM5                   | BVM5                   | BVM5                   | BVM5                   | BVM5                   | BVM5                   |
| Vitesse maximale (en km/h) | 158                    | 168                    | 170                    | 187                    | 205                    | 151                    | 160                    | 157                    | 164                    | 167                    | 174                    | 186                    |
| 0-100 km/h (en secondes)   | 18,6                   | 14,2                   | 13,8                   | 11,5                   | 8,6                    | 18,5                   | 15,9                   | 16,5                   | 15,4                   | 13,8                   | 12,3                   | 11,5                   |
| Consommation (en L/100 km) | 4,9                    | 4,6                    | 4,7                    | 4,9                    | 5,3                    | 5,9                    | 6,1                    | 7,2                    | 7,2                    | 6,5                    | 5,3                    | 7,1                    |
| Émissions de CO2 (en g/km) | NC                     | 124                    | 127                    | NC                     | 138                    | NC                     | NC                     | NC                     | NC                     | NC                     | 154                    | NC                     |

### Récompenses
À sa sortie la Fabia est primée par diverses publications. Elle reçoit les récompenses suivantes : 
- Voiture de l'année 2000 au Royaume-Uni, en Autriche, en Pologne, en Croatie et en Slovaquie.
- Voiture de l'année 2001 au Danemark.
- Gagnante de l'étude nationale tchèque AUTO 1.
- Volant d'or de l'hebdomadaire allemand « Bild am Sonntag ».
- Voiture de l'année pour le magazine britannique « Auto Express ».

## Škoda Fabia II (2007 - 2014)
La Škoda Fabia II est une voiture de la marque Škoda appartenant à la catégorie des citadines polyvalentes.
Elle sort en 2007 pour remplacer, de manière logique, la Škoda Fabia I. Elle profite ensuite d'un restylage en juin 2010.
Le 17 mai 2011, la Škoda Fabia Greenline bat un record de consommation. La voiture parcourt 2 006 kilomètres de Reutte en Autriche jusqu'à Bov au Danemark. Le conducteur emprunte spécialement l'autoroute A7 allemande et n'a consommé que 2,21 l/100 km.

### Finitions
- Active
- Ambition
- Classic
- Visage
- Experience
- Confort
- Style
- Elegance
- Sport
- Tour de France
- RS

#### Séries spéciales
- Pep's (Active)
- Fun (Active+)
- E clim (Active+)
- Édition Tour de France (Ambition+)
- Monte Carlo (Ambition+)
- Red and Grey (Style+)

#### Séries Limitées
- RS Line (300 exemplaires)
- Stella Cadente (? exemplaires)
- Greenline (330 exemplaires)
- Sportline (600 exemplaires)
- Monte Carlo (500 exemplaires)
- Edition S2000 (200 exemplaires)
- GT2000 (490 exemplaires)

## Škoda Fabia III (2014 - 2021)
Les photos officielles de la Škoda Fabia III sont dévoilées le 19 août 2014. Selon le designer Jozef Kaban, la voiture est « inspirée de certains éléments du concept VisionC ». La citadine sera présentée pour la première fois au Mondial de l'automobile de Paris en octobre 2014.

### Phase 2
La Fabia est restylée à l'occasion du Salon international de l'automobile de Genève 2018, avec de nouveaux phares et une calandre légèrement redessinée. Elle est désormais dépourvue de version diesel. Elle abandonne ainsi le moteur 1.4 TDI dans les puissances de 75, 90 et 105 ch, et se concentre sur les versions essence trois cylindres que sont le 1.0 TSI 95 et 110 ch, et le 1.0 MPI en 60 et 75 ch.
En 2020, le cap du million d'exemplaires produits est franchi.
La commercialisation de la berline est arrêtée début 2021, mais celle de la version Combi (break) continue, faute de remplaçant. En République tchèque, il prend même le nom de Skoda Fabia Combi Tour, en référence à la Skoda Octavia de première génération qui était restée commercialisée après le lancement de la seconde, sous l'appellation Skoda Octavia Tour.

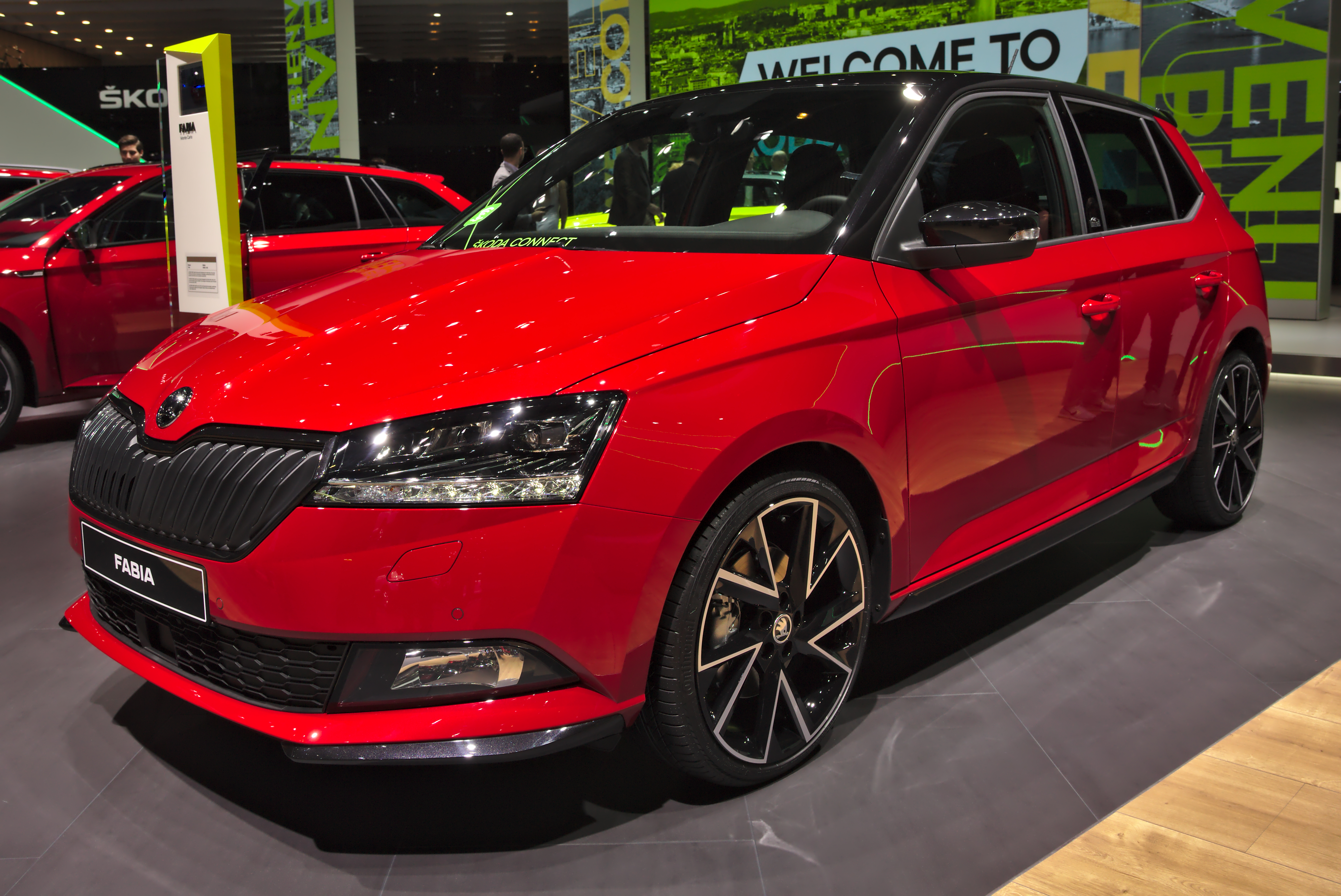
Skoda Fabia III restylée

### Finitions
Finitions
. Édition 
. Monte-Carlo

#### Séries spéciales
- Scoutline

## Škoda Fabia IV (2021-)
La Fabia IV est présentée le 4 mai 2021.

Il n'était initialement pas prévu de donner une descendance à la version Combi. Cependant, les bons chiffres de ventes de la précédente génération (même après l'arrivée du Kamiq) ont poussé Skoda à développer une Fabia Combi de 4e génération. Le projet est toutefois annulé mi-2021, la marque évoquant un changement stratégique motivé par les normes Euro 7 et une volonté de désinvestir dans les modèles utilisant des moteurs à combustion interne.

Skoda Fabia IV
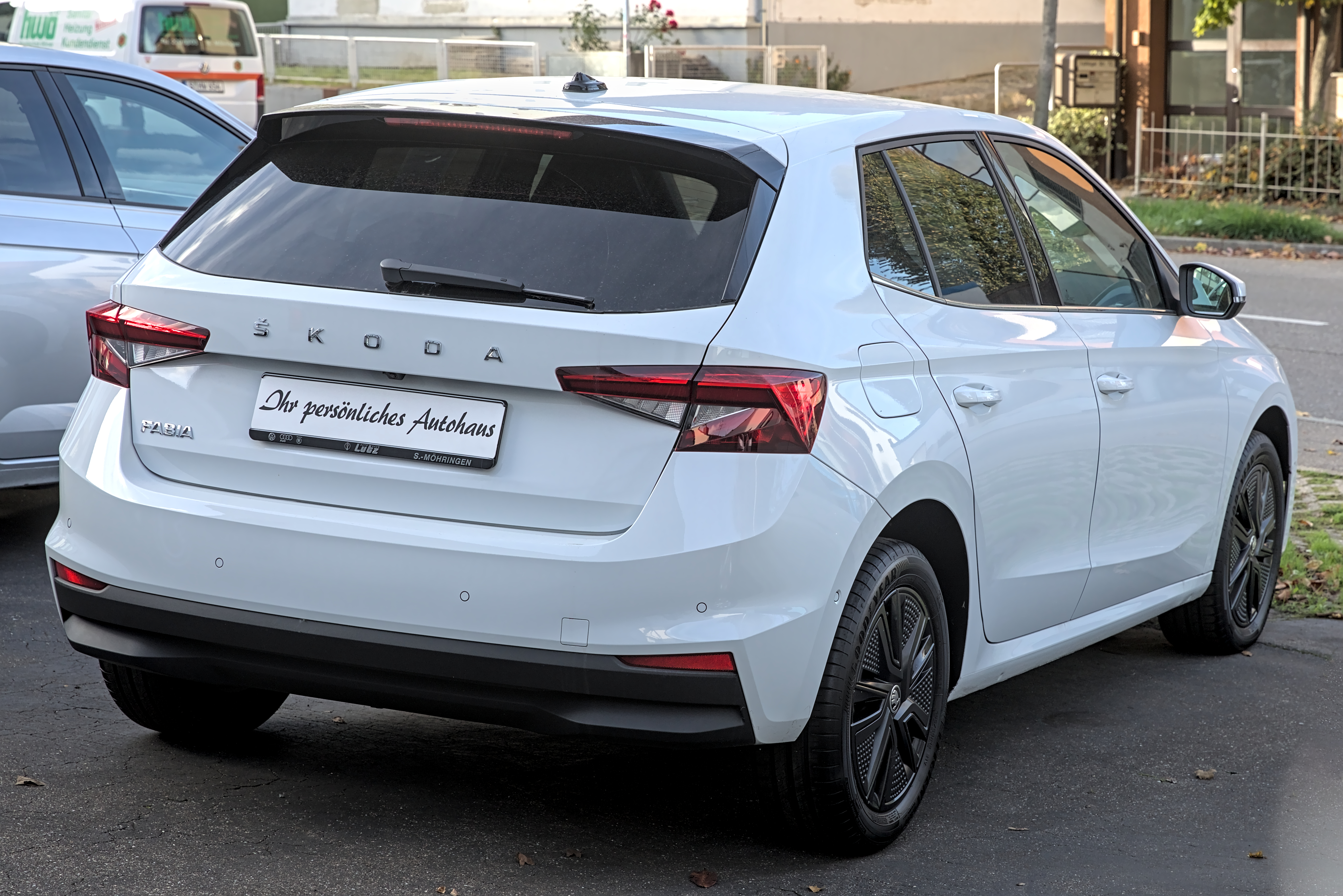
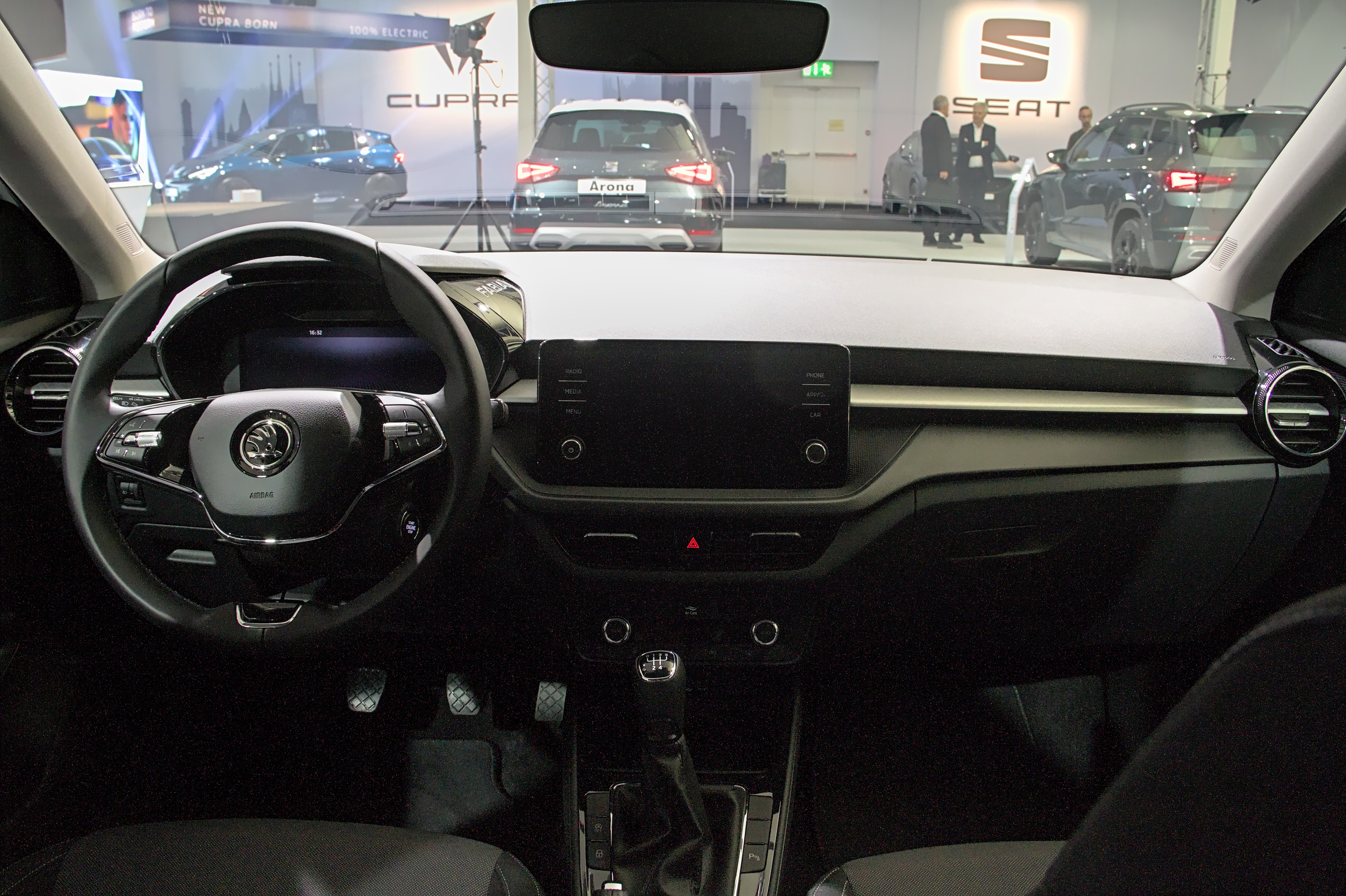

| Modèle testé | Qualité de l'air | Efficacité énergétique | Gaz à effet de serre | Note moyenne |
| ------------ | ---------------- | ---------------------- | -------------------- | ------------ |
| 1.0 MPI      | 5,8/10           | 6/10                   | 4,9/10               | 5,6/10       |

### Caractéristiques techniques
Basée sur la plateforme technique de la Volkswagen Polo et de la Skoda Scala, elle dispose selon Skoda de 50 litres de coffre supplémentaires, ce qui porte la contenance à un total de 380 litres. Dans son communiqué, Skoda évoque aussi le fait que la voiture n'est plus proposée qu’avec des mécaniques à essence. Celles-ci sont associées à une boîte manuelle ou à la transmission à double embrayage DSG à 7 rapports.

### Finitions
La Fabia IV dispose de quatre finitions: (liste d'équipements par finition non exhaustive)
- Active
  - Confort, agrément et équipements audio : climatisation manuelle, régulateur et limitateur de vitesse, vitres avant électriques, radio Swing 6,5″ (Bluetooth, Smartlink, 4 haut-parleurs), radio numérique DAB
  - Ligne et design : contour de calandre chromé, jantes acier avec enjoliveurs 15″ Callisto argent, pare-chocs couleur carrosserie
  - Sièges et rangements : sellerie tissu Active (gris), siège conducteur réglable en hauteur, cache-bagages pliable dans le coffre, rangement porte-lunettes, compartiment de rangement dans le coffre
  - Sécurité, conduite, visibilité et éclairage : airbags (frontaux, latéraux avant, rideaux avant et arrière), détecteur de fatigue, Lane Assist, Front Assist (freinage auto. d'urgence), feux de route, de croisement, de jour et arrière à LED
- Ambition : Active +
  - Confort, agrément et équipements audio : démarrage sans clé, petit pack cuir (volant, pommeau de levier de vitesse et manchette de frein à main), radars de stationnement arrière, radio Bolero 8″ (Bluetooth, Smartlink, 6 haut-parleurs)
  - Ligne et design : contours intérieurs des buses de ventilation chromés, jantes alliage 15″ Rotare argent
  - Sièges et rangements : sellerie tissu Ambition (gris), dossier de banquette arrière rabattable 2/3 - 1/3, rangement de parapluie dans la portière conducteur (parapluie inclus)
  - Sécurité, conduite, visibilité et éclairage : écrous antivol, pack visibilité (allumage automatique des phares, détecteur de pluie, rétroviseur intérieur électrochromatique), phares avant antibrouillard
- Style : Ambition +
  - Confort, agrément et équipements audio : climatisation automatique, ouverture et fermeture sans clé, Digital Cockpit, radars de stationnement avant et arrière
  - Ligne et design : vitres arrière et lunette surteintées, jantes alliage 16″ Proxima argent avec inserts aéro noirs
  - Sièges et rangements : sellerie tissu Style (noir et gris), siège passager réglable en hauteur
  - Sécurité, conduite, visibilité et éclairage : caméra de recul, pack visibilité+ (pack visibilité + gestion auto. des plein phares), éclairage d'ambiance, phares avant Full LED

- Monte-Carlo[19] (ambiance sportive) : Style +
  - Confort, agrément et équipements audio : instrumentation numérique 10,25", radio Bolero 8", volant à trois branches
  - Ligne et design : éléments noir laqués (calandre, kit carrosserie), jantes alliage 17" Procyon noir brillant, inserts de couleur rouge dans l'habitacle
  - Sièges et rangements : sièges sports avec sellerie tissu Monte-Carlo

Série limitée
- Fabia Rally2[20]
  - dans le cadre de ma 59e édition du Rallye RACC-Costa Daurada.
  - limitée à 100 exemplaires en Espagne

## Rallye automobile

### Škoda Fabia WRC
La Fabia est déclinée en version World Rally Car et dispute le championnat du monde des rallyes de 2003 à 2005, avec l'équipe officielle Škoda. Elle est également engagée sur la majeure partie des championnats 2006 et 2007 par diverses équipes privées ou semi-officielles. La Fabia WRC ne connaît pas un grand succès en mondial. Étonnamment, ses meilleurs résultats restent deux 5e places acquises par le tchèque Jan Kopecký lors des rallye de Catalogne 2006 et rallye d'Allemagne 2007, via un engagement semi-officiel, et alors que son développement est quasiment arrêté. Parmi ses rares autres prestations glorieuses, notons que le britannique Colin McRae la mène à la 2e place du classement à la fin de la 2e étape du rallye d'Australie 2005, avant qu'un problème mécanique ne le contraigne à l'abandon le lendemain.
Outre Jan Kopecky et Colin McRae, les autres principaux pilotes à avoir piloté la Fabia WRC en mondial sont Armin Schwarz, Toni Gardemeister, Alexandre Bengué, Janne Tuohino, Mikko Hirvonen, François Duval, Gilles Panizzi, Andreas Aigner et Jani Paasonen.

### Škoda Fabia S2000
La Fabia connaît par contre une carrière beaucoup plus fructueuse dans la catégorie S2000. Engagée officiellement dans l'IRC et dans plusieurs championnats nationaux, elle a accumulé depuis 2009 plus de 170 victoires dont :
- Championnat pilote IRC : 2010 (Juho Hänninen), 2011 et 2012 (Andreas Mikkelsen) (Jan Kopecký vice-champion en 2010, 2011 et 2012) ;
- Titre constructeur IRC : 2010, 2011 et 2012 - 27 victoires :

Russie 2009, Tchéquie 2009, 2010, 2011 et 2012, Asturies 2009, Écosse 2009, 2010 et 2011, Argentine 2010, Canaries 2010, 2011 et 2012, Sardaigne 2010, Ypres 2010, 2011 et 2012, Madère 2010, Ukraine 2011, Açores 2011 et 2012, Hongrie 2011, Chypre 2011, Irlande 2012, Targa Florio 2012, Roumanie 2012 et Sliven 2012 ;
- Championnat ERC: 2012 (J. Hanninen), 2013 (J. Kopecký) et 2014 (Esapekka Lappi)
- 24 victoires constructeur (en cours…) :

Asturies 2009, 2010, Ypres 2010, 2012, 2013 et 2014, Madère 2010, Valais 2011, 2013 et 2014, Jänner 2012 et 2013, Croatie 2012 et 2013, République tchèque 2012 et 2013, Bosphore 2012, Bulgarie 2012, Pologne 2012, Canaries 2013, Açores 2013, Sibiu 2013, Liepāja-Ventspils 2014, Irlande 2014 ;
- Championnat APRC : 2012 (Chris Atkinson, avec Coupe du Pacifique), 2013 (Gaurav Gill), 2014 (Jan Kopecký, avec Coupe du Pacifique) et 2015 (Pontus Tidemand, avec Coupe du Pacifique) ;
- Titre constructeur APRC : 2012, 2013, 2014 et 2015  ;
- 17 victoires : Whangarei 2012, 2013, 2014 et 2015, Nouvelle-Calédonie 2012, 2013, 2014 et 2015, Queensland 2012, 2014 et 2015, Hokkaido 2013, 2014 et 2015, Malaisie 2014 et 2015, Chine 2015 ;
- Championnat CODASUR : 2013 Gustavo Saba ;
- Championnat S-WRC : 2011 (J. Hanninen) (2e 2010 Patrik Sandell) ;
- 12 victoires constructeur (2010 à 2013, en cours…) ;
- Championnat P-WRC : 3 victoires en 2009 (4e P. Sandell) ;
- Championnat de République tchèque des rallyes : 2004 et 2012 Jan Kopecký (WRC puis S2000), 2010 Pavel Valoušek jr. et 2011 Roman Kresta;
- Championnat d'Allemagne des rallyes : 2005 et 2010 Matthias Kahle (WRC puis S2000), puis 2012 Mark Wallenwein (de);
- Championnat d'Autriche des rallyes : 2009, 2010, 2012, 2013 et 2014 Raimund Baumschlager ;
- Championnat d'Irlande des rallyes : 2009 Eugene Donnelly (WRC) ;
- Championnat d'Espagne des rallyes : 2010 Alberto Hevia ;
- Championnat de Bulgarie des rallyes : 2010, 2012 et 2013 Dimitar Iliev ;
- Championnat de Slovaquie des rallyes : 2010 et 2011 Jozef Béreš ;
- Championnat du Liban des rallyes : 2010 Roger Feghali ;
- Championnat de Slovénie des rallyes : 2011 Piero Longhi et 2012 Aleks Humar (2e Florjan Rus) ;
- Championnat de République tchèque des rallyes : 2011 Roman Kresta ;
- Championnat de Turquie des rallyes : 2012 Luca Rossetti ;
- Championnat d'Italie des rallyes : 2013 Umberto Scandola (it) ;
- Championnat d'Italie des rallyes Terre : 2011 Andreas Mikkelsen ;
- Championnat Belge des rallyes : 2014, 2015, 2016 Freddy Loix et 2017 Verschueren.
(soit 25 titres nationaux jusqu'en 2013)

### Škoda Fabia RS Rally2
La Škoda Fabia RS Rally2 est une voiture de rallye construite par Škoda Motorsport qui est basée sur la quatrième génération de la Škoda Fabia de série. Il s'agit de la deuxième mise à jour améliorée de la Fabia R5 d'origine et de la même génération, remplaçant la Škoda Fabia Rally2 evo (en). La voiture a été lancée le 14 juin 2022 lors d'une présentation au siège de Škoda à Mladá Boleslav, en Tchéquie et elle devrait entrer en compétition en septembre 2022.

### Galerie photos

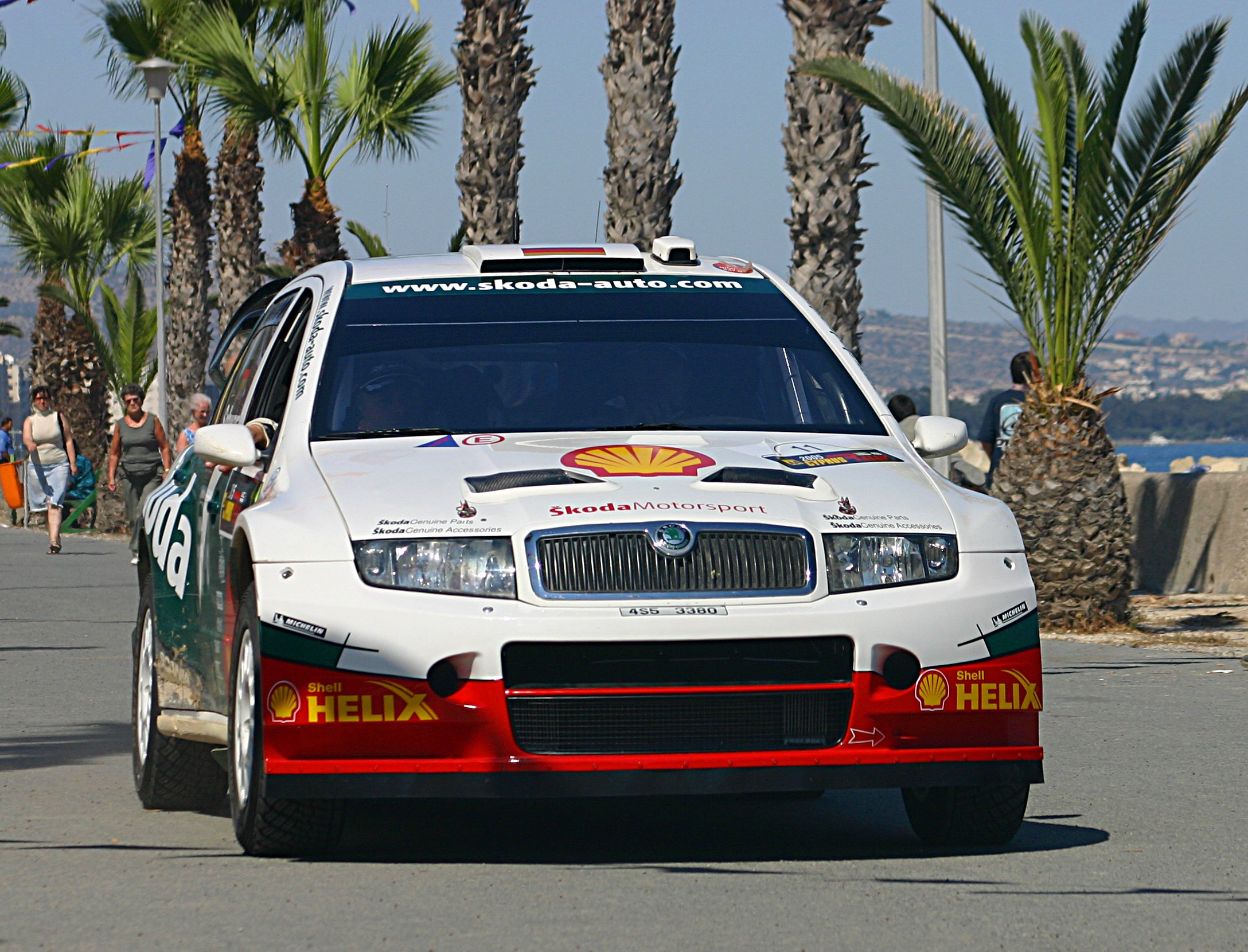
Skoda Fabia WRC (2005)
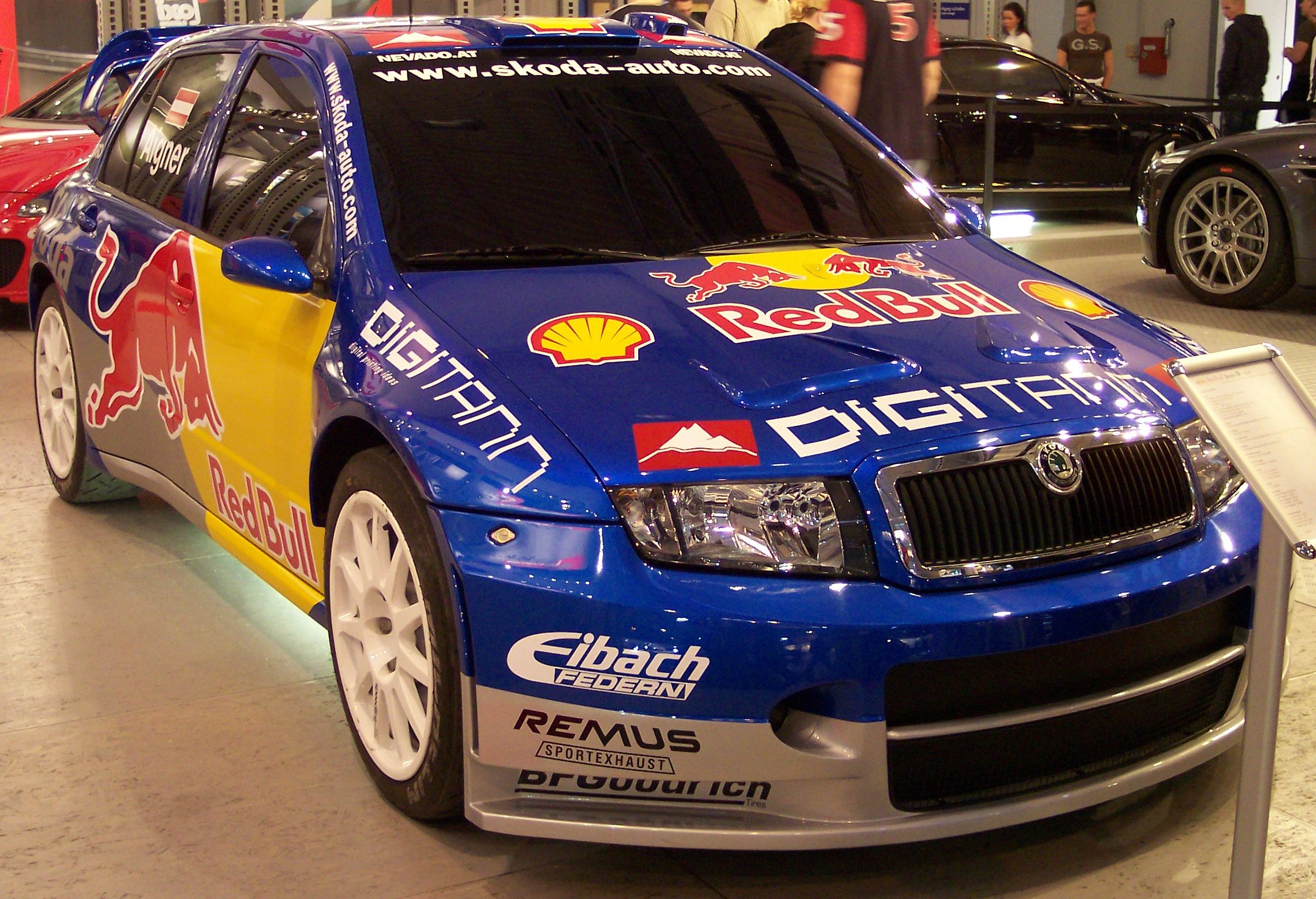
WRC privée (2006)
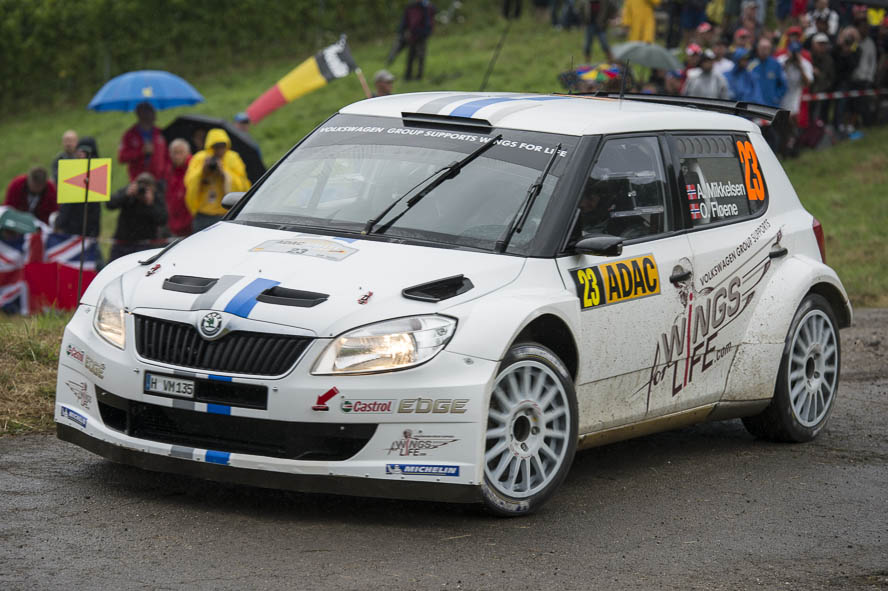
S2000 de Mikkelsen au rallye d'Allemagne (2012)
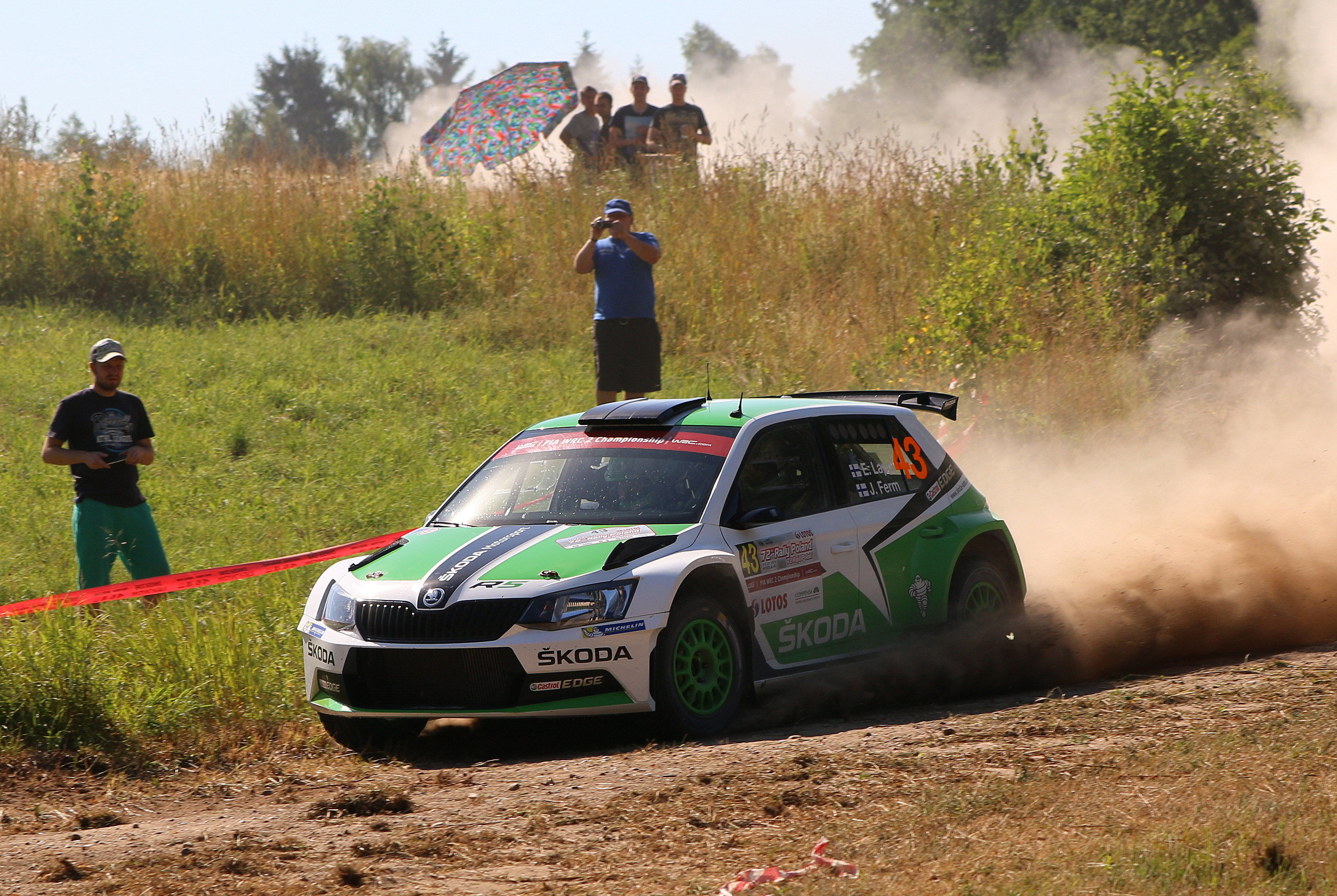
Fabia R5 de Lappi au rallye de Pologne 2015
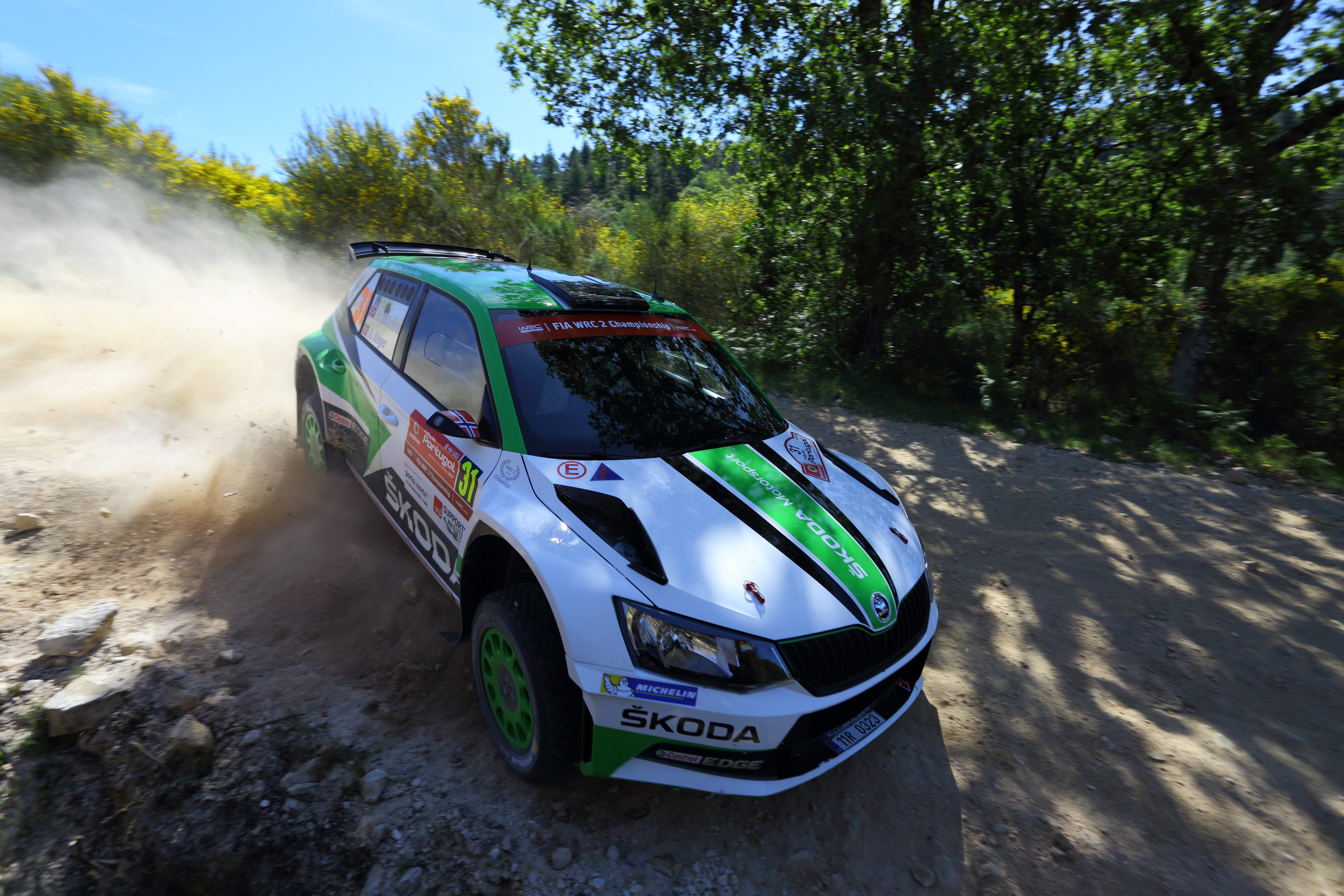
Fabia R5 de Mikkelsen au rallye du Portugal 2017